# 1 E5 m
Za lažjo primerjavo različnih redov velikosti je na tej strani nekaj dolžin in višin od 105 metrov (100 km) do 106 m (1000 km).
- razdalje, krajše od 100 km

- 100 km je dolžina, enaka:
  - 62 milj
  - stranica kvadrata s površino 10.000 km2
  - polmer kroga s površino 31.416 km2
- 100 km -- nadmorska višina, za katero je Mednarodna aeronavtična zveza (FAI) določila začetek vesoljskega poleta
- 100,3 km—dolžina avtoceste A1 Ljubljana (razcep Kozarje) - Koper (razcep Srmin)
- 102 km—dolžina Savinje, najdaljše v celoti slovenske reke
- 108 km—dolžina železniške povezave predora Rokavskega preliva (Channel Tunnel Rail Link (CTRL))
- 123 km—razdalja med Ljubljano in Mariborom
- 130 km—doseg balistične rakete zemlja-zemlja SS-1b (Scud-A)
- 135 km—cestna razdalja med Ljubljano in Zagrebom
- 150 km—približna dolžina Berlinskega zidu
- 212,5 km—dolžina Une
- 213 km—dolžina Pariškega metroja
- 217 km—dolžina prekopa Grand Union v Angliji
- 223 km—dolžina Madridskega metroja
- 230,7 km—dolžina avtoceste A1 Maribor - Koper
- 240 km—dolžina Rokavskega preliva
- 285 km—razdalja med Koprom in Mursko Soboto
- 296 km—dolžina Kolpe
- 300 km—doseg balistične rakete zemlja-zemlja SS-1c (Scud-B)
- 350 km—spodnja meja Zemljine nizke tirnice
- 386 km—nadmorska višina Mednarodne vesoljske postaje
- 390 km—razdalja med Ljubljano in Dunajem
- 406 km—dolžina Tibere
- 408 km—dolžina Londonske podzemne železnice (delujoča pot)
- 415 km—dolžina Adiže
- 430 km—dolžina Pirenejev
- 440 km—razdalja med Ljubljano in Münchnom
- 454 km—razdalja med Ljubljano in Budimpešto
- 465 km—dolžina Mure
- 470 km -- zračna črta (vranin let) med Dublinom in Londonom
- 500 km—največja širina Švedske od vzhoda do zahoda
- 536 km—razdalja med Ljubljano in Beogradom
- 550 km—zračna črta (vranin let) med San Franciscom in Los Angelesom
- 590 km—dolžina kopenske meje med Finsko in Švedsko
- 600 km—doseg balistične rakete zemlja-zemlja SS-1d (Scud-C)
- 600 km—nadmorska višina Hubblovega vesoljskega daljnogleda
- 636 km—dolžina Bajkalskega jezera
- 652 km—dolžina Pada
- 700 km—doseg balistične rakete zemlja-zemlja SS-1e (Scud-D)
- 760 km—premer asteroidnega telesa 28978 Iksion
- 769 km—dolžina Drave
- 871 km—razdalja od Sydneya do Melbourna (vzdolž Avtoceste Hume)
- 900 km—premer čezneptunskega telesa 20000 Varuna
- 945 km—dolžina Save
- 971 km—razdalja med Ljubljano in Skopjem

- razdalje, daljše od 1000 km